# Devon (Pensilvania)
Devon es un lugar designado por el censo ubicado en el condado de Chester en el estado estadounidense de Pensilvania. En el año 2010 tenía una población de 1515 habitantes y una densidad poblacional de 946,8 personas por km².

## Geografía
Devon se encuentra ubicado en las coordenadas 40°2′56″N 75°25′36″O / 40.04889, -75.42667. Según la Oficina del Censo de los Estados Unidos, Devon tiene una superficie total de 0,61 mi² (1,6 km²), de la cual 0,61 mi² (1,6 km²) corresponden a tierra firme y 0 mi² (0 km²) es agua.